# Odomas pillulus
Odomas pillulus är en insektsart som beskrevs av Van Stalle 1983. Odomas pillulus ingår i släktet Odomas och familjen dvärgstritar. Inga underarter finns listade i Catalogue of Life.